# يوم المنى (فلم)
يوم المنى  فيلم كوميدي مصري للمخرج الإيطالي ألفيزي أورفانيللي  عام 1938. قام المخرج أورفانيللي بكتابة القصة والسيناريو والحوار أيضاً  وقام بالبطولة علي الكسار، بهيجة المهدي، سلوى علام، زوزو لبيب، محمود كامل، وزكي إبراهيم  وتدور الأحداث حول خلافات زوجية بين الزوج الطيب عثمان عبد الباسط وزوجته.
صدر الفيلم إلى دور العرض المصرية في 15 سبتمبر 1938.
منح موقع قاعدة بيانات الأفلام العربية «السينما.كوم» الفيلم درجة 5.3/ 10.

## طاقم التمثيل
علي الكسار: في دور عثمان عبد الباسط
بالاشتراك مع: بهيجة المهدي – سلوى علام – زوزو لبيب – محمود كامل – زكي إبراهيم – محمد الديب – عبده محرم – فايد محمد فايد.

## ملخص أحداث الفيلم
يعيش الموظف البسيط، طيب القلب عثمان عبد الباسط (علي الكسار) مع زوجته حياة عادية كما في كل بين ولكن تتوالى الأحداث والمشاكل على الرجل طيب القلب حتى تنتهي قوة احتماله فيغادر البيت إلى غير رجعة، ولكن زوجته لا تستسلم وتسعى بكل الطرق لإستعادة عثمان بأي ثمن.

## شخصية بطل الفيلم
يقوم علي الكسار بدور عثمان عبد الباسط وهو رجل من النوبة، جنوب مصر، وله ملامح بسيطة وتبدو تلقائية إلى حد السذاجة والبلاهة، لكنه رغم ذلك يعتمد على ذكائه الفطري في مواجهة المشاكل والأزمات، ورغم سذاجته وبلاهته فإنه شديد الاعتزاز بكرامته. قام على الكسار بتكوين هذه الشخصية معتمداً على خبرته الشخصية حيث كان يعمل، قبل عمله بالفن، بالطهي مع خاله، وفي تلك الفترة اختلط بالنوبيين وأتقن لهجتهم وطريقة كلامهم. وفى عام 1916 قدم مسرحية «حسن أبوعلى سرق المعزة»، حيث قام فيها بدور «خادم من النوبة»، واستدعى كل خبراته التي اختزنها أثناء عمله سفرجيًا مع النوبيين، ونجحت شخصيته نجاحًا هائلاً ومن هنا قرر المنتج توجو مزراحي، أن ينقل شخصية عثمان، إلى شاشة السينما، من خلال عدد كبير من الأفلام، ومن أشهر إفيهاته «إنت يا مصيبة يُخرب بيتك.. دي مش حما دي حُمة أعوذ بالله». انتشرت شخصية عثمان نت أداء الكسار حتى أنه أصبح أكبر منافس لشخصية نجيب الريحاني «كشكش بيه».
في حوار مع علي الكسار عام 1956 تحدث عن دوافعه لتقديم شخصية «عثمان عبد الباسط»؛ وقال: "عملنا رواية في شارع عماد الدين  اسمها "حسن أبو علي سرق المعزة"، وهذه الرواية نالت استحسانا كبيرا، وأنا اخترت هذه الشخصية لهذه الرواية عشان واحد راح يشم النسيم في عزبته وواخد الخدام بتاعه"، وواصل قائلاً: «فكرت أعمل شخصية البربري اللطيفة دي ونالت استحسان الجمهور، وبقى الجمهور يتحاكي بألفاظها، فلما شُفت أنها أعجبت الجمهور مسكت فيها على طول، وربنا أخد بيدي واستمريت بها للنهاية.»
هذه الملامح التي رسمها لم تعجب الكثير من النوبيين وقتها، بل قابلوه في منطقة عابدين  واعتدوا عليه بالضرب لما رأوه من تشويه لصورتهم في السينما المصرية وقتها 

## وصلات خارجية
- يوم المنى على موقع IMDb (الإنجليزية)
- يوم المنى على موقع قاعدة بيانات الأفلام العربية
- يوم المنى على موقع الدهليز
- يوم المنى على موقع كاروهات

https://www.csfd.cz/film/449940-yom-el-mona/prehled/ يوم المنى (فلم)
https://www.peliplat.com/es/library/movie/pp12360175 يوم المنى (فلم)